# Moulay Bousselham
Moulay Bousselham (franska: Moulay Bousselham (CR), Moulay Bousselham (Commune Rurale), arabiska: شوافع) är en kommun i Marocko.   Den ligger i provinsen Kénitra och regionen Rabat-Salé-Kénitra, i den norra delen av landet, 110 km nordost om huvudstaden Rabat. Antalet invånare är 15 745.